# Cold Standby
Cold Standby nennt man eine Verhaltensweise redundanter Komponenten (Ersatzserver) in einem IT-System. 
Bei einem Ausfall einer Komponente wird nicht automatisch wie beim Hot Standby die Ersatzkomponente aktiviert, sondern diese wird manuell durch einen Systemadministrator gestartet oder in Betrieb gesetzt. Diese Vorgehensweise bringt eine unvermeidbare Ausfallzeit des Systems mit sich.
Naheliegenderweise wird ein solches Cold-Standby-System nicht für Anwendungen aufgesetzt, die ständig zur Verfügung stehen müssen, dafür sind sie jedoch kostengünstiger.